# 1969 dans le catholicisme
Chronologie du catholicisme
- 1965
- 1966
- 1967
- 1968
- 1969
- 1970
- 1971
- 1972
- 1973

Cet article présente les faits marquants de l'année 1969 dans le catholicisme.

## Évènements
- 28 avril : création de 35 cardinaux par Paul VI.
- 10 juin : voyage apostolique du pape en Suisse.
- 21 juin : canonisation de Julie Billiart.
- 31 juillet au 2 août : voyage apostolique du pape en Ouganda.

## Naissances
- 1er janvier : Henryk Jagodziński, prélat polonais, diplomate du Saint-Siège et archevêque titulaire de Limosano (de)
- 15 janvier : Raffaella Petrini, religieuse italienne, première femme présidente du Gouvernorat de l'État de la Cité du Vatican
- 24 janvier : Carlos Rômulo Gonçalves e Silva, prélat brésilien, évêque de Montenegro
- 21 février : Antoine Nassif, prélat canadien, évêque de l'Exarchat apostolique pour les fidèles syro-catholiques
- 5 mars : Belmiro Cuica Chissengueti (en), prélat angolais, évêque de Cabinda (en)
- 2 juillet : Abraham Boualo Kome, prélat camerounais, évêque de Bafang
- 17 juillet : Emmanuel Abbo, prélat camerounais, évêque de Ngaoundéré
- 19 juillet : Laurent Stalla-Bourdillon, prêtre et théologien français
- 25 juillet : Augusto Zampini, prêtre argentin de la Curie
- 29 juillet : Armand Koné, prélat ivoirien, archevêque de Korhogo
- 31 août : Séamus Patrick Horgan (en), prélat irlandais, diplomate du Saint-Siège et archevêque titulaire d'Árd Sratha (de)
- 2 septembre : Nicolas Nadji Bab, prélat tchadien, évêque de Laï
- 20 octobre : David Macaire, prélat dominicain français, archevêque de Saint-Pierre et Fort-de-France
- 24 octobre : Germano Penemote (en), prélat angolais, diplomate du Saint-Siège et archevêque titulaire de Treia (de)
- 27 octobre : Jean-Luc Garin, prélat français, évêque de Saint-Claude
- 3 novembre : Andherson Lustoza de Souza, prélat brésilien, évêque auxiliaire de Vitória et évêque titulaire de Tituli-en-Numidie (de)

## Décès

### Janvier
- 8 janvier : Bienheureux Tito Zeman, prêtre et martyr slovaque du communisme (° 4 janvier 1915)

### Février
- 28 février : Gustavo Testa, cardinal italien de la Curie, diplomate du Saint-Siège et archevêque titulaire d'Amasea (de) (° 28 juillet 1886)

### Mars
- 3 mars : Martin Lucas (de), prélat néerlandais, diplomate du Saint-Siège et archevêque titulaire d'Adulis (de) (° 16 octobre 1894)
- 6 mars : René Barbier de la Serre, prélat français, impliqué dans l'enseignement (° 27 juin 1880)
- 17 mars : Robert Picard de La Vacquerie, prélat français, évêque d'Orléans, précédemment évêque titulaire de Doaré (de), puis archevêque titulaire d'Amida (de) (° 22 juillet 1893)
- 30 mars : Léon Vaganay, prêtre, exégète, théologien et enseignant français (° 22 octobre 1882)

### Mai
- 17 mai : Josef Beran, cardinal tchèque, archevêque de Prague, serviteur de Dieu (° 29 décembre 1888)

### Juin
- 7 juin : Antoine Dumas, prêtre et résistant français, Juste parmi les nations (° 15 octobre 1909)
- 27 juin : Emilio Recchia, prêtre, résistant, Juste parmi les nations et vénérable italien (° 19 février 1888)
- 29 juin : Bienheureux Francesco Mottola, prêtre et enseignant italien, fondateur de l'Institut des Oblats du Sacré-Cœur (° 3 janvier 1901)

### Juillet
- 5 juillet : Bienheureux Joseph Boissel, prêtre, missionnaire au Laos et martyr français (° 20 décembre 1909)

### Août
- 8 août : Auguste Gaudel, prélat français, évêque de Fréjus-Toulon puis évêque titulaire de Nisyrus (de) (° 21 mai 1880)
- 13 août : Nicolás Fasolino, cardinal argentin, archevêque de Santa Fe de la Vera Cruz (° 3 janvier 1887)
- 25 août : Bienheureuse Maria Troncatti, religieuse italienne, missionnaire en Équateur (° 16 février 1883)

### Septembre
- 6 septembre : Bienheureux Olinto Marella, prêtre italien (° 4 juin 1882)
- 17 septembre : Giovanni Urbani, cardinal italien, patriarche de Venise (° 26 mars 1900)

### Octobre
- 30 octobre : Rodolphe Hoornaert, prêtre, essayiste et cofondateur de congrégation belge (° 23 juillet 1886)

### Décembre
- 8 décembre : André Combes, prêtre et historiographe français (° 29 octobre 1899)